# Droher Holz
Das Droher Holz ist ein Naturschutzgebiet in der niedersächsischen Gemeinde Wrestedt in der Samtgemeinde Aue im Landkreis Uelzen.
Das Naturschutzgebiet mit dem Kennzeichen NSG LÜ 143 ist 18 Hektar groß. Es liegt nordöstlich von Wieren am Rande der Niederung der Esterau und stellt ein von Ackerflächen umgebenes Waldgebiet unter Schutz. Das Waldgebiet wird von naturnahen Eichen-Hainbuchenwald mit Rotbuche und gut ausgeprägter Strauchschicht geprägt. In Niederungsnähe kommen auch Erle und Esche vor. Im Waldgebiet sind verhältnismäßig viele alte Bäume und dickstämmiges Totholz zu finden.
Das Gebiet steht seit dem 16. Mai 1986 unter Naturschutz. Zuständige untere Naturschutzbehörde ist der Landkreis Uelzen.